# Olympische Sommerspiele 1980/Kanu – Zweier-Canadier 500 m (Männer)
Die Wettkämpfe im Zweier-Canadier über 500 Meter bei den Olympischen Sommerspielen 1980 wurden vom 30. Juli bis 1. August auf dem Ruderkanal Krylatskoje ausgetragen.
Es wurden zwei Vorläufe, ein Halbfinale und ein Finale ausgetragen.
Olympiasieger wurde das Boot aus Ungarn.

## Ergebnisse

### Vorläufe
Die jeweils ersten drei Boote qualifizierten sich direkt für das Finale, die restlichen Boote für das Halbfinale.

#### Vorlauf 1
| Rang | Athleten                             | Nation      | Zeit        |
| ---- | ------------------------------------ | ----------- | ----------- |
| 1    | László Foltán István Vaskuti         | Ungarn      | 1:41,96 min |
| 2    | Ivan Patzaichin Petre Capusta        | Rumänien    | 1:42,24 min |
| 3    | Serhij Petrenko Alexander Winogradow | Sowjetunion | 1:44,54 min |
| 4    | Borislaw Ananiew Nikolai Ilkow       | Bulgarien   | 1:45,00 min |
| 5    | Jarmo Hakala Jyrki Hakala            | Finnland    | 1:49,81 min |
| —    | Mirko Nišović Matija Ljubek          | Jugoslawien | DNS         |

#### Vorlauf 2
| Rang | Athleten                       | Nation           | Zeit        |
| ---- | ------------------------------ | ---------------- | ----------- |
| 1    | Marek Wisła Jerzy Dunajski     | Polen            | 1:45,67 min |
| 2    | Jiří Vrdlovec Petr Kubíček     | Tschechoslowakei | 1:46,75 min |
| 3    | Bernt Lindelöf Erik Zeidlitz   | Schweden         | 1;46,97 min |
| 4    | Franck Lambert Pierre Langlois | Frankreich       | 1:48,94 min |
| 5    | Narciso Suárez Santos Magaz    | Spanien          | 1:50,11 min |

### Halbfinallauf
Die ersten drei Boote des Halbfinals erreichten das Finale.
| Rang | Athleten                       | Nation     | Zeit        |
| ---- | ------------------------------ | ---------- | ----------- |
| 1    | Borislaw Ananiew Nikolai Ilkow | Bulgarien  | 1:47,42 min |
| 2    | Narciso Suárez Santos Magaz    | Spanien    | 1:47,98 min |
| 3    | Franck Lambert Pierre Langlois | Frankreich | 1:49,23 min |
| 4    | Jarmo Hakala Jyrki Hakala      | Finnland   | 1:49,40 min |

### Finale
| Rang | Athleten                             | Nation           | Zeit        |
| ---- | ------------------------------------ | ---------------- | ----------- |
| 1    | László Foltán István Vaskuti         | Ungarn           | 1:43,39 min |
| 2    | Ivan Patzaichin Petre Capusta        | Rumänien         | 1:44,12 min |
| 3    | Borislaw Ananiew Nikolai Ilkow       | Bulgarien        | 1:44,83 min |
| 4    | Marek Wisła Jerzy Dunajski           | Polen            | 1:45,10 min |
| 5    | Jiří Vrdlovec Petr Kubíček           | Tschechoslowakei | 1:46,48 min |
| 6    | Serhij Petrenko Alexander Winogradow | Sowjetunion      | 1:46,95 min |
| 7    | Narciso Suárez Santos Magaz          | Spanien          | 1:48,18 min |
| 8    | Bernt Lindelöf Erik Zeidlitz         | Schweden         | 1:48,69 min |
| 9    | Franck Lambert Pierre Langlois       | Frankreich       | 1:50,33 min |

## Weblink
- Ergebnisse